# Parlons peu, mais parlons !
Parlons peu, mais parlons ! (autrefois Parlons peu… parlons cul) est une chaîne YouTube francophone créée en 2015 par les comédiennes Maud Bettina-Marie et Juliette Tresanini. Son objectif est de déconstruire les tabous liés aux pratiques sexuelles et de favoriser une parole libre et inclusive autour du consentement, du plaisir et de la diversité des expériences intimes. 

## Contexte de création
C'est sur le plateau de la série télévisée Bref, que Maud Bettina-Marie et Juliette Tresanini se rencontrent. En discutant, elles notent un manque d'approche équilibrée et accessible des sujets liés à la sexualité sur YouTube. Selon elles : « les sujets sur la sexualité sont mal traités ; c’est soit trop trash, soit pas assez, soit carrément sexiste, soit trop sacralisé, alors qu’entre nous on en parle de manière très simple ! ». C’est de ce constat que naît, en 2015, la création de leur propre chaîne, d’abord intitulée Parlons peu… parlons cul.
Face au succès rapide des premiers épisodes, les créatrices affirment vouloir utiliser ce canal pour faire passer des messages positifs et sensibiliser aux notions de respect, d'écoute et de consentement. Le nom de la chaîne évolue ensuite en Parlons peu, mais parlons ! afin d’ouvrir le format à des thématiques plus larges.

## Production et diffusion
La série est coproduite par Keyvan Khojandi et Paul Lapierre, cocréateur de Bref, et Paul Lapierre, créateur de la websérie Martin, sexe faible. Elle est diffusée sur la plateforme YouTube et produite en partenariat avec le réseau Mixicom. La production suit un rythme soutenu, avec trois épisodes tournés en une seule journée chaque mois.
Chaque vidéo s'appuie sur un processus de rédaction en amont et sa réalisation mobilise une équipe d'environ dix personnes. Les scénarios traversent différentes versions, et les thèmes sélectionnés sont archivés pour garantir la fiabilité des informations diffusées.
Les épisodes mettent en scène des invités issus du monde de la culture ou d’internet, choisis en fonction des thèmes abordés et de leurs personnalités. Parmi eux figurent notamment Norman Thavaud, Marion Seclin ou Raphaël Descraques,.

## Ligne éditoriale
Juliette Tresanini et Maud Bettina-Marie traitent leurs thèmes avec une approche décontractée, tout en veillant à livrer des informations précises et faciles à comprendre. Elles utilisent un langage neutre et inclusif afin de permettre à un public varié de s’identifier, quelle que soit leur identité de genre ou leur orientation sexuelle. Les échanges se basent sur le respect mutuel, la communication et le consentement.
Dans nos vidéos, quand on fait référence au partenaire lors du rapport sexuel, on ne dit jamais ‘lui’ ou ‘elle’", explique Juliette. "On dit ‘l’autre’ ou ‘votre partenaire’, justement pour que les personnes homosexuelles se sentent elles aussi dans l’histoire. Témoignent-elles dans le NouvelObs.
D’abord centrée sur la sexualité, la série aborde ensuite d’autres thèmes comme les normes de beauté ou la santé des femmes. Elle se fait surtout remarqué par l'épisode est consacré à l’endométriose, avec la gynécologue Chrysoula Zacharopoulou et la chanteuse Imany. Initialement sans intention militante, elles essaient peu à peu d'intégrer les problématiques liées aux inégalités de genre et aux contraintes sociales.

## Notoriété
En moins d'un an, la chaîne YouTube atteint plus de 250 000 abonnés et ses vidéos totalisent alors plus de 16 millions de vues.
Maud Bettina-Marie et Juliette Tresanini ont remporté le prix du public au Web Program Festival en février 2016, un événement honorant les créateurs de contenus vidéo sur internet.